# دیوید کولار
دیوید کولار (انگلیسی: David Cuéllar؛ زادهٔ ۱ نوامبر ۱۹۷۹) بازیکن فوتبال اهل اسپانیا است.
از باشگاه‌هایی که در آن بازی کرده‌است می‌توان به باشگاه فوتبال رئال مورسیا، باشگاه فوتبال اتلتیک بیلبائو، باشگاه خیمناستیک تاراگونا، باشگاه فوتبال الچه، و باشگاه فوتبال اتلتیک بیلبائو بی اشاره کرد.
وی همچنین در تیم‌های ملی فوتبال زیر ۱۸ سال اسپانیا و زیر ۲۰ سال اسپانیا بازی کرده‌است.